# William Kamkwamba

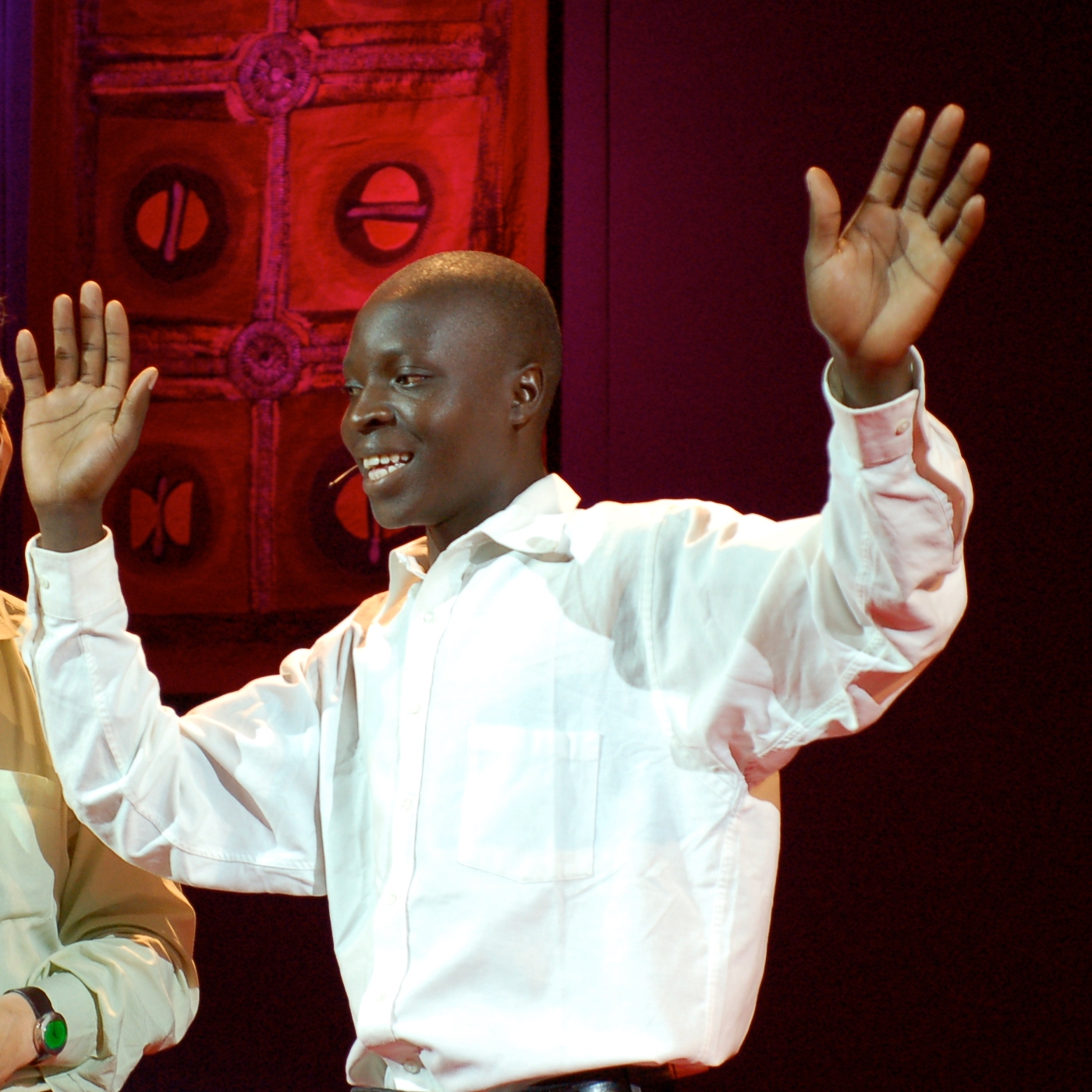
William Kamkwamba

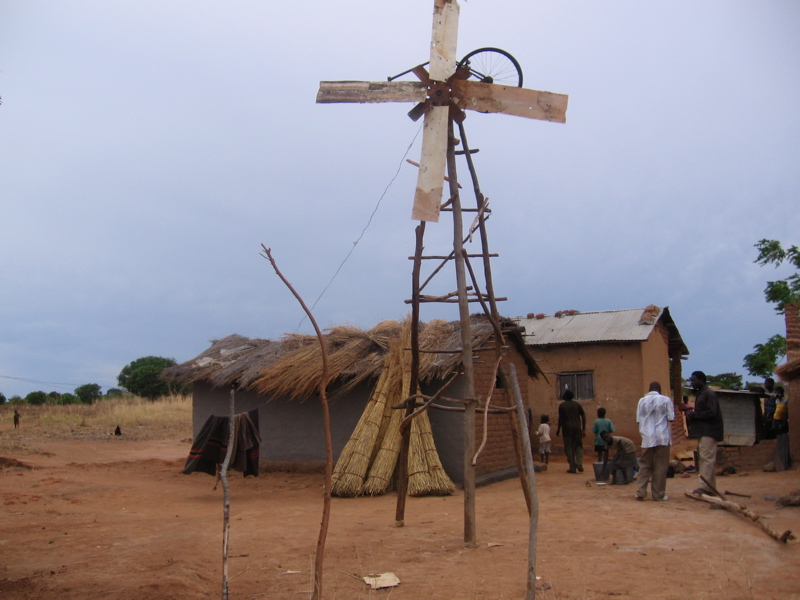
De eerste windmolen

William Kamkwamba (5 augustus 1987) is een student en uitvinder uit Malawi. Hij werd bekend in zijn land toen hij in 2002 een windmolen bouwde om een aantal elektrische apparaten aan te drijven in zijn ouderlijk huis in Masitala. Hij gebruikte blauwe gombomen, fietsonderdelen en materialen die hij verzamelde op de lokale vuilnisbelt. Sindsdien heeft hij een door zonne-energie aangedreven waterpomp en twee andere windmolens (de hoogste 11,89 meter) gebouwd en hij heeft twee windmolens in de planning zitten, inclusief één windmolen in Lilongwe, de hoofdstad van Malawi.

## Leven en loopbaan
Omdat zijn ouders het schoolgeld ter hoogte van $ 80,- niet konden betalen, moest William Kamkwamba van school af. Daarop begon hij met zelfstudie, door naar de bibliotheek in zijn dorp te gaan. Daar vond hij het boek Using Energy en daarin ontdekte hij een afbeelding van een windmolen en een verklaring over windmolens.
William Kamkwamba dacht: "Als dit ding bestaat in dit boek, dan betekent het dat iemand anders erin slaagde om deze machine te bouwen". Gewapend met dit boek, leerde de toen 14-jarige William Kamkwamba zichzelf om windmolens te bouwen. In 2002 bouwde hij zijn eerste windmolen.
Zijn verhaal wordt verteld in The Boy Who Harnessed the Wind, geschreven door de journalist Bryan Mealer en gepubliceerd in 2009. William Kamkwamba nam deel aan het eerste evenement dat zijn bijzondere type van vindingrijkheid vierde, de Maker Faire Africa, dat in augustus 2009 plaatsvond in Ghana.
William Kamkwamba is een van de vier ontvangers van de 2010 GO Ingenuity Award, een jaarlijkse prijs die door de non-profitorganisatie GO Campaign wordt toegekend aan uitvinders, kunstenaars en makers, om het delen van hun innovaties en vaardigheden met de uitgesloten jeugd in ontwikkelingslanden te bevorderen. Met de toelage zal William Kamkwamba voor de jeugd in zijn thuisdorp in Malawi workshops organiseren om hen te leren hoe ze windmolens kunnen maken en waterpompen kunnen repareren.

## Internationale bekendheid

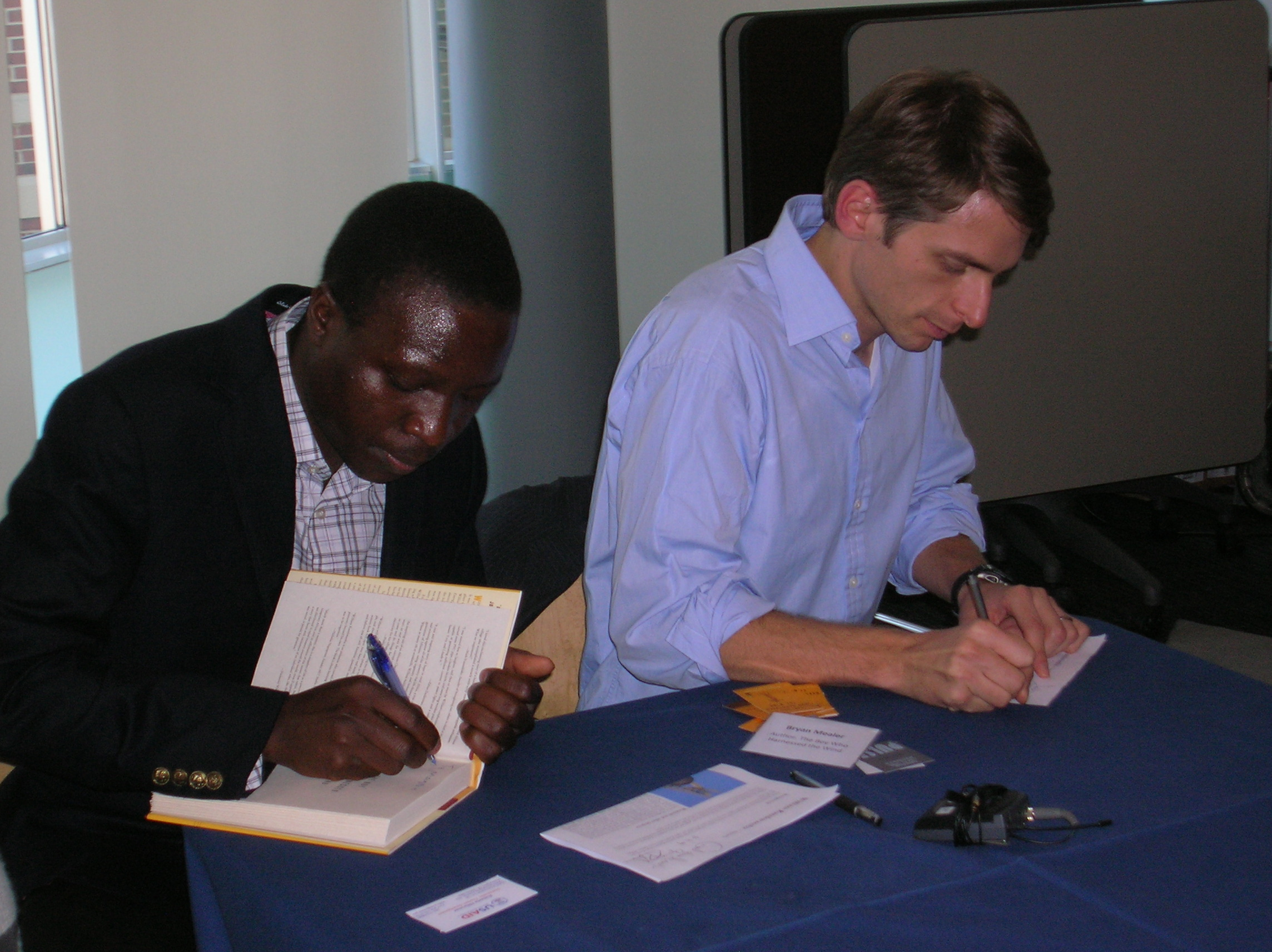
William Kamkwamba tijdens het signeren van boeken

Nadat de Daily Times uit Blantyre in november 2006 een artikel had geschreven over de windmolens van William Kamkwamba, circuleerde het verhaal al vlug rond in
het weblog-circuit. Emeka Okafor, de directeur van de TED-conferentie, nodigde William Kamkwamba uit als gastspreker op de TEDGlobal 2007 in Arusha in Tanzania. Zijn toespraak bewoog het publiek en verschillende durfkapitalisten op de TED-conferentie ertoe om zijn secundair onderwijs te financieren. Zijn verhaal werd door Sarah Childress van The Wall Street Journal onder de aandacht gebracht. Hij werd een student aan het African Bible College te Lilongwe, maar hij is thans met een beurs verbonden aan de African Leadership Academy te Johannesburg in Zuid-Afrika. Naast andere verschijningen, werd William Kamkwamba op 7 oktober 2009 geïnterviewd in The Daily Show en bij de sociale nieuwswebsite Reddit.